# Tríptico de Nossa Senhora da Misericórdia (Provoost)
O Tríptico de Nossa Senhora da Misericórdia é um políptico de pinturas a óleo sobre madeira de Jan Provoost, pintor flamengo da Renascença, políptico que foi criado cerca de 1515, que se destinou inicialmente à igreja de S. João de Latrão, em Gaula (Ilha da Madeira), e que se encontra actualmente no Museu Nacional de Arte Antiga, em Lisboa.
Em 1905, o historiador Eberhard von Bodenhausen atribuiu o Tríptico de Nossa Senhora da Misericórdia a Jan Provoost, um dos mais importantes pintores renascentistas da Flandres, amigo íntimo de Dürer e por ele retratado duas vezes. Mais recentemente por meio de reflectografia foi possível conhecer o desenho subjacente à pintura, comprovando, através de estudos comparativos, a atribuição do Tríptico a Provoost, apoiada há mais de um século pela maioria da crítica nacional e internacional.
A iconografia das representações principais do Tríptico respeita a vontade expressa no testamento do rico mercador e produtor de açúcar, Nuno Fernandes Cardoso, e de sua mulher, Leonor Dias, que terão mandado edificar a Capela de S. João de Latrão, em 1511, nas suas terras de Gaula. O mesmo documento permite datar a encomenda da pintura entre 1512 e 1515, tornando este Tríptico na obra documentada mais antiga de Jan Provoost.

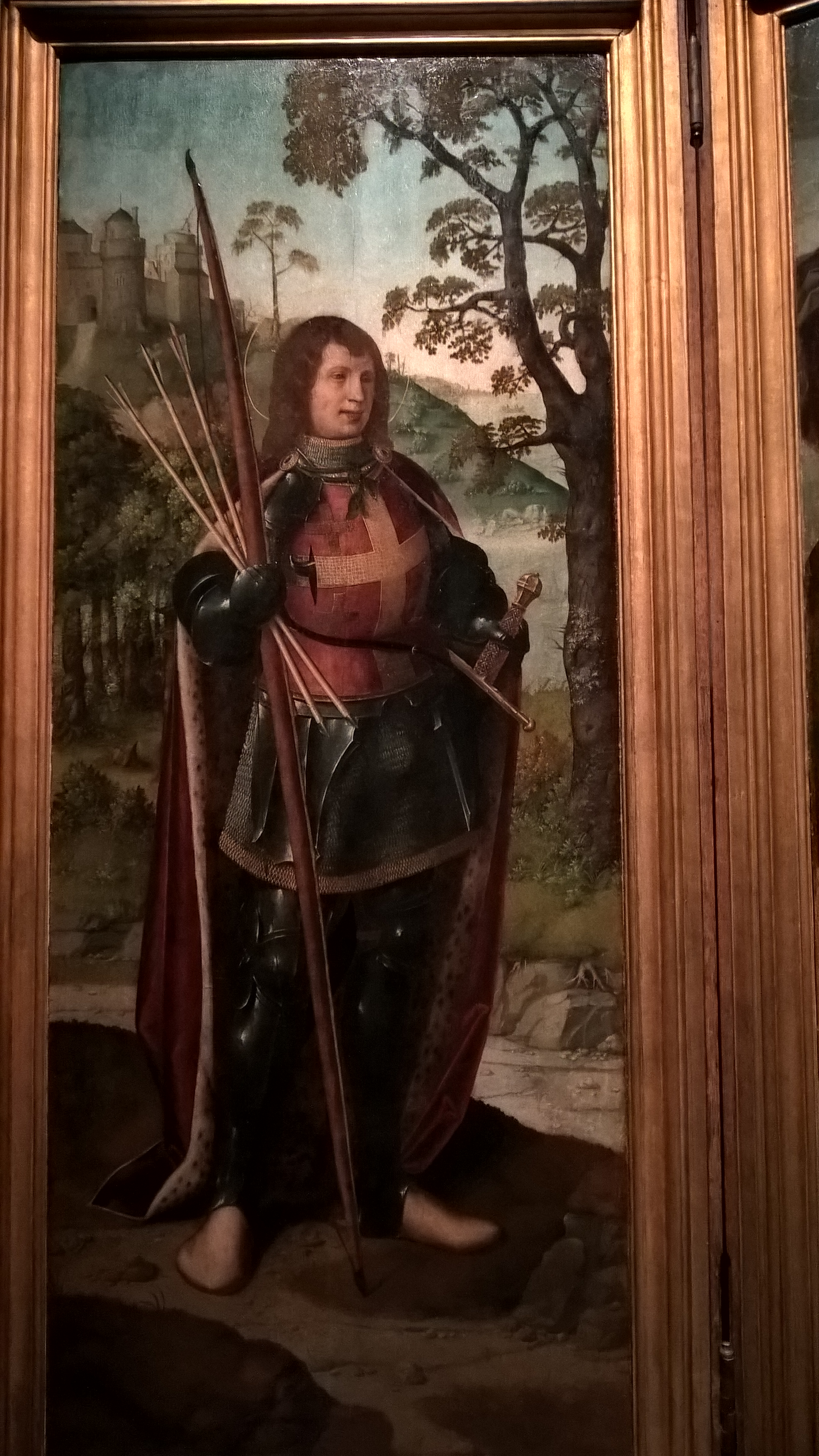
S. Sebastião, painel esquerdo (anverso) do Tríptico

## Descrição
No painel central vê-se a Virgem Maria tendo ao colo o Menino Jesus sentada sob um baldaquino, num trono que assenta sobre um altar, em pose majestática. De ambos os lados dois anjos seguram o seu manto vermelho. Também de ambos os lados de Maria, mas numa posição inferior, encontram-se dois santos, S. João Batista do lado esquerdo e S. João Evangelista do outro.
Na parte inferior do quadro, ajoelhados em veneração, as figuras habituais neste tipo de iconografia, juntando vários estados da sociedade. Segundo uma tradição a que alguma historiografia deu eco, tratar-se-ia de representações do rei D. Manuel I com a sua esposa D. Maria, a sua irmã, a rainha viúva D. Leonor e, possivelmente, as filhas do casal real, D. Isabel e D. Beatriz. Em frente, o Papa Leão X e vários representantes da Igreja.
Nos painéis laterais encontram-se representados em pé S. Cristovão, à direita, e S. Sebastião, à esquerda. Nos painéis laterais reversos, em grisaille, estão representados S. Paulo e S. Pedro.

## Apreciação

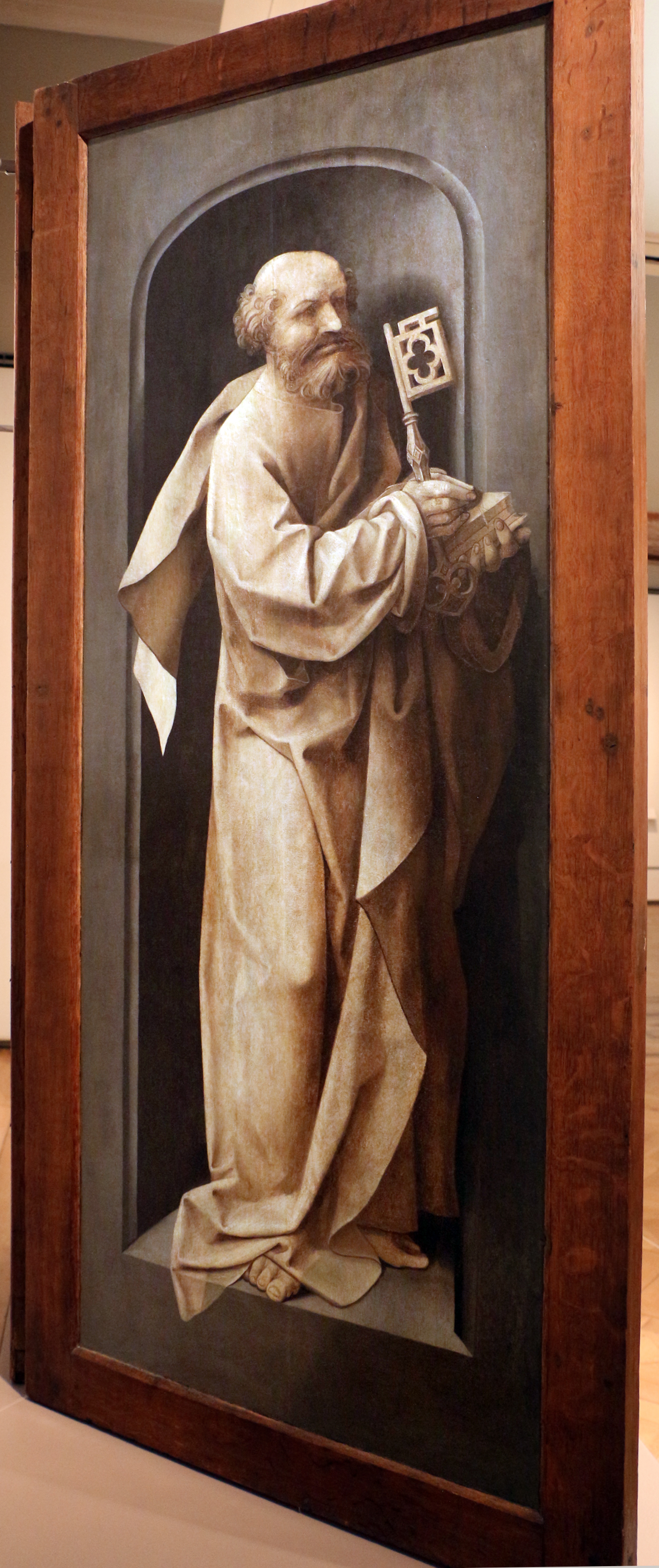
S. Pedro, reverso do painel esquerdo

Para o historiador de arte Joaquim Caetano, Maria ao mesmo tempo que segura o seu filho simboliza um grande mistério. Provoost cria alegorias teológicas subtis, próprias de um homem muito culto que vive rodeado de humanistas. Neste Tríptico, a Virgem é não só a mãe de Jesus como o tabernáculo vivo de Deus porque foi ela que o gerou. Simboliza a crença de que o corpo e o sangue de Cristo se encontram no pão e no vinho que costumam estar no altar sempre que há missa.
Para refutar a tese da negação da autoria de Provoost, Caetano invoca também o painel de São Sebastião, argumentando que o pintor parece identificar-se com o santo que surge invulgarmente como um cavaleiro de armadura e luxuosa capa vermelha com uma orla de arminho. Devia haver uma certa afinidade entre o encomendador madeirense e o imaginário dos cavaleiros ou da própria irmandade de Jerusalém de que Provoost era deão. Nenhum pintor da época ousaria uma representação tão diferente da habitual iconografia do santo se não soubesse da aceitação por parte do seu cliente.

## Enquadramento
Segundo Matthias Weniger, historiador especializado na arte do período tardo-medieval e da Península Ibérica, a maioria das obras que são atribuídas a Provoost são pinturas de devoção de pequeno formato, nenhuma estando assinada e apenas quatro estão datadas. O Tríptico da Madeira, uma obra do Tribunal de Bruxelas e outra de igreja do Hospital de Génova, ligada à família Sauli, são excepções no que respeita ao tamanho.
Para Joaquim Caetano, Provoost por ser rico não dependia das encomendas para sobreviver. Pôde pintar o que queria, para quem queria e sem pressa. A maioria das suas obras destina-se a um círculo muito restrito de pessoas.
Ainda para Joaquim Caetano, outra das originalidades de Provoost é ter decidido ficar em Bruges quando  quase todos os pintores de maior nomeada iam trabalhar para Antuérpia, o que pode explicar-se também pela sua boa situação financeira e pela sua vida social muito intensa na cidade, designadamente pelos seus quatro casamentos e pelos cargos importantes que ocupou como director da Guilda dos pintores e como Deão da importante irmandade dos Peregrinos de Jerusalém. Provoost era muito religioso chegando a tornar-se Cavaleiro do Santo Sepulcro.

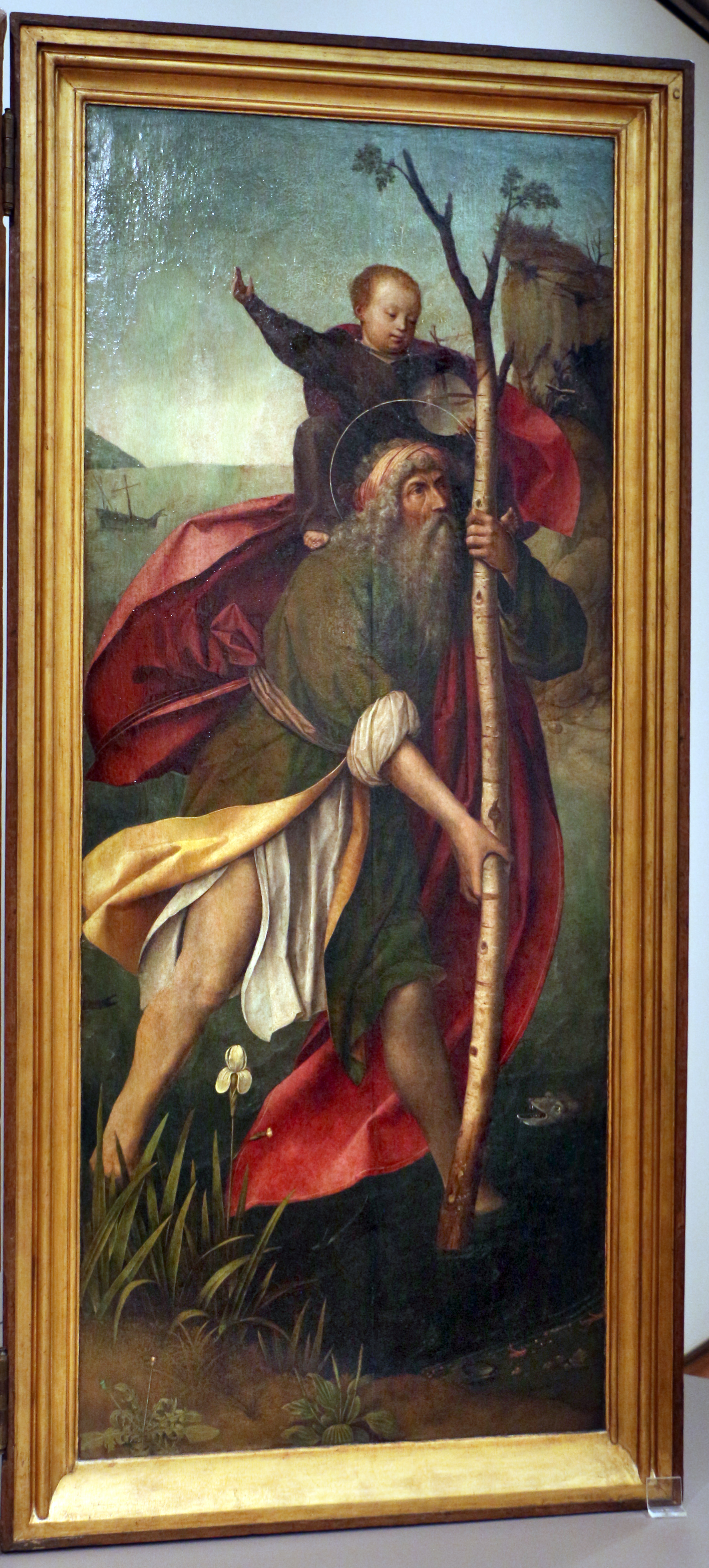
S. Cristóvão, painel direito (anverso) do Tríptico

Desconhece-se o que terá levado Provoost a sair do círculo habitual de clientes do Norte da Europa para fazer uma obra desta magnitude para a Madeira e outra ainda maior para Génova. Ainda para Joaquim Caetano, não é vulgar encontrar uma pintura desta qualidade fora dos grandes centros, podendo a explicação estar numa estratégia de Provoost, enquanto deão de uma irmandade de peregrinos, sempre com Jerusalém em mente, de manter contactos com mercadores ligados ao comércio no Oriente e no Mediterrâneo. O encomendador Nuno Fernandes Cardoso e os Sauli de Génova fazem comércio com Constantinopla, com as ilhas gregas e a Sicília, e o contacto com eles poderia facilitar o acesso a estas zonas.

## Sobre a autoria
Em tese que publicou em 2007, a historiadora alemã Cornelia Knust defendia que a obra seria muito provavelmente de um pintor regional, pondo em causa a autoria reconhecida a Provoost desde a década de 1930, depois de contestada a atribuição a Gerard David, outro flamengo, feita pelo historiador Carl Justi, que visitou Portugal na década de 1880. Segundo Knust, entre outras coisas, a Virgem Maria era demasiado morena e tinha os dedos muito curtos, como as mulheres do Sul.
As fontes publicadas em 2012 apontam para que esta pintura foi encomendada em 1511, ou pouco tempo depois, e o exame dendrocronológico, método que estuda os anéis da madeira para determinar a sua idade, aponta para uma execução próxima desta data cerca de 1511-1515.
Segundo Matthias Weniger, o desenho subjacente à pintura, visível na reflectografia de infravermelhos, é suficiente para eliminar as dúvidas, pois sendo altamente personalizado e bem definido, com contornos de traço elegante e seguro que a pintura final respeita, se esta fosse uma cópia, o autor da cópia não se preocuparia em imitar o desenho. Além de que as indicações de cores no desenho, escritas em neerlandês, também contrariam Knust.
Ainda segundo Matthias Weniger, a fisionomia ossuda dos rostos, a galeria de figuras que parecem saídas de um catálogo de que o artista se terá servido ao longo da sua carreira, a luminosidade dos olhos, uma das suas marcas maiores, e o tratamento dos pormenores são algumas das principais características do trabalho de Provoost.

## História

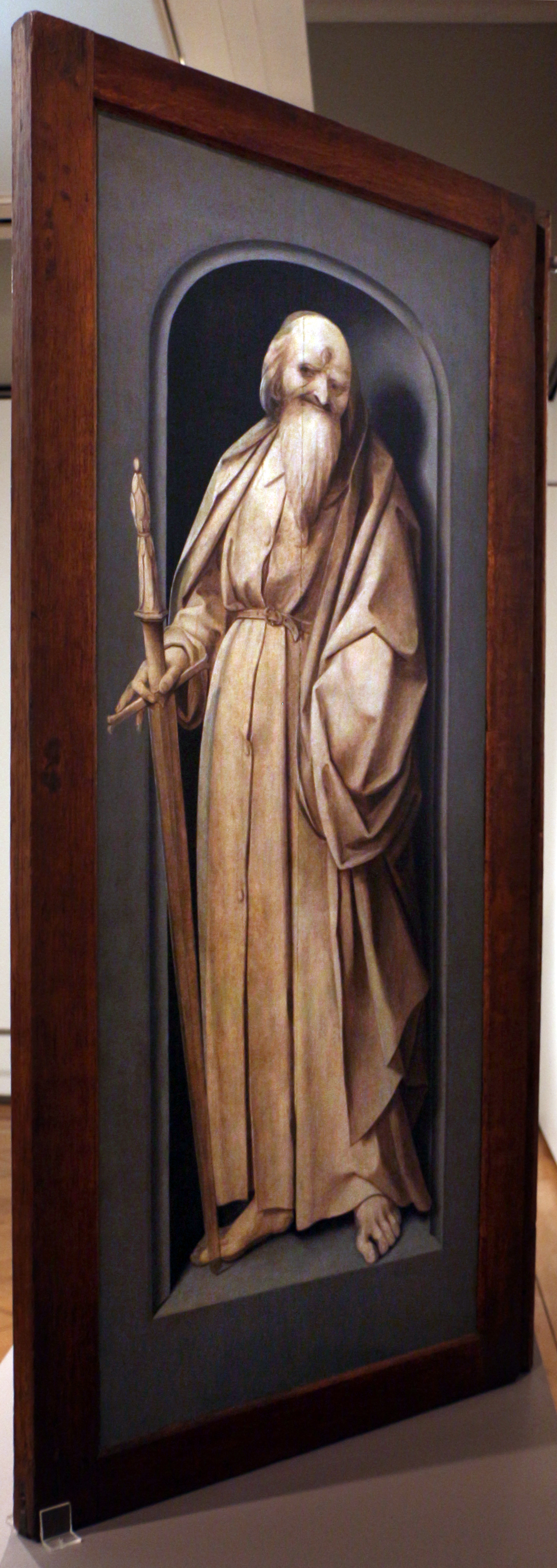
S. Paulo, reverso do painel direito

A iconografia das representações principais do Tríptico respeita as vontades expressas no testamento  de Nuno Fernandes Cardoso, rico mercador e produtor de açúcar, e de sua mulher, Leonor Dias, que terão mandado edificar a Capela de S. João de Latrão, em 1511, nas suas terras de Gaula.
Ainda segundo o testamento deixado por Nuno Fernandes Cardoso e a sua mulher, deveriam rezar-se na Capela de São João de Latrão, missas no dia de Nossa Senhora da Misericórdia, de São João Baptista, São Cristóvão e São Sebastião, todos representados no Tríptico. Segundo Joaquim Caetano, esta é a maior prova de que a obra foi pintada para aquela Capela, deixando de fazer sentido o exercício de identificar no painel central, entre os fiéis, figuras ligadas à Misericórdia do Funchal. Além de que Provoost não tinha o hábito de "esconder" retratos nas suas pinturas.
Cardoso e a mulher gastaram uma quantia enorme em São João de Latrão, a maior parte dos seus rendimentos durante quatro anos. Grande parte da sua riqueza vinha do comércio do açúcar, que começou a ser produzido em grande quantidade na Madeira no final do século XV.
Mais recentemente, no livro de "Aquisições de 1850 a 1900" do Inventário do MNAA está registado que em 23 de Maio de 1876 foi autorizada a compra pela Academia Real de Belas-Artes a Agostinho de Ornelas, diplomata originário da Ilha da Madeira, de um tríptico por 1.350$00 tendo ficado com o número de inventário 697.
No recibo desta transacção, pode ler-se que a pintura provém da Capela de São João de Latrão, na freguesia de Gaula na Ilha da Madeira, e não da Misericórdia do Funchal, como se supôs anteriormente.

## Restauro
O Tríptico de Nossa Senhora da Misericórdia foi sujeito a complexos trabalhos de restauro ao longo de  dez anos que culminaram em 2012, embora tenha havido intervenções anteriores pontuais, sobretudo na década de 1980. A obra teve graves problemas de conservação e foi retirada da exposição permanente do MNAA em 1992. O painel central, o da Virgem, foi o primeiro a receber tratamento e regressou à exposição em 2003, tendo os laterais, São Sebastião e São Cristóvão, sido restaurados posteriormente.
De acordo com a restauradora Susana Campos, o aspecto que a pintura tem hoje, com o brilho próprio do óleo, é muito diferente da que se conhecia antes através da documentação do século XIX e de outros registos de restauros pontuais que teve desde o início do século XX, apresentando a obra lacunas com pedaços de tinta a ameaçar cair em todos os painéis, por vezes até no rosto das figuras.
Ainda segundo esta restauradora, a madeira tem muitas flutuações, contrai e dilata-se, e a tinta da pintura não tem a mesma elasticidade e tem tendência a soltar-se e cair, dado que a preparação, o que fica entre a madeira e a pintura, também havia perdido grande parte das suas propriedades adesivas.
A humidade e as bruscas variações de temperatura a que a obra foi sujeita, primeiro durante os 300 anos que esteve na capela de São João de Latrão (Madeira) relativamente perto do mar, e os primeiros tempos no museu, em que os painéis laterais chegaram a estar num armazém sem grandes condições, embrulhados nuns panos, e quase esquecidos, quase levaram à perda do Tríptico, risco que desapareceu no presente.